# Позови меня в даль светлую
«Позови меня в даль светлую» — советский художественный фильм 1977 года, снятый по одноимённой киноповести Василия Шукшина.

## Сюжет
«В небольшом русском городке, где-то на окраине, в аккуратном домике из трёх комнат жила женщина. Звали женщину красиво — Агриппина Игнатьевна Веселова, попросту Груша. Было ей 34 года от роду, и были у неё сын Витька двенадцати лет да брат Николай Игнатьевич, главный бухгалтер пригородного совхоза, да где-то был муж» — так начинается киноповесть Шукшина о судьбе русской женщины.
Муж оставил её с сыном три года назад, потому что семья ему «мешала пить». Но у Груши есть старший брат, который стремится сестру выдать замуж. Однажды он приводит к ней давнего приятеля, который давно уже пережил страсть к водке и вроде стал положительным и благополучным человеком… Однако Груша не испытывает к этому человеку никаких чувств — он кажется ей совершенно неинтересным и «серым». Сватовство не состоялось. По простой причине, о которой скажет сама героиня: «Не лежит душа — и всё. Хоть ты что».
Как отмечали критики, по-своему трагична судьба Владимира Николаевича, этого стареющего человека, не умеющего приносить счастье ни другим, ни самому себе.

## В ролях
- Лидия Федосеева-Шукшина — Груша Веселова
- Станислав Любшин — Владимир Николаевич, ревизор
- Михаил Ульянов — Николай, брат Груши
- Иван Рыжов — дед Савва
- Володя Науменко — Витька, сын Груши
- Олег Новиков — Юрка, приятель Витьки
- Николай Бриллинг — Кузьма Егорович
- Алексей Ванин — Алексей, гость в ресторане
- Мария Виноградова — гостья в ресторане
- Татьяна Гаврилова — гостья в ресторане
- Лидия Драновская — гостья в ресторане
- Пётр Любешкин — Фёдор Фёдорович, сосед Николая, учитель
- Наталья Назарова — Наташа, гостья в ресторане
- Владимир Суворов — Вячеслав Александрович, кандидат наук, гость в ресторане
- Лариса Цесляк (Негреева-Цесляк) — эпизод

## Съёмочная группа
- Режиссёры:
  - Герман Лавров
  - Станислав Любшин
- Сценарист: Василий Шукшин
- Операторы-постановщики:
  - Юрий Авдеев
  - Владимир Фридкин
- Композитор: Юрий Буцко
- Художник-постановщик: Владимир Аронин
- Звукооператор: Ольга Буркова
- Дирижёр: Юрий Николаевский
- Директор картины: Ирина Петрова

Фильм снимался в Ярославле и Тутаеве. Сцены застолья снимались в ресторане «Волга» на ул. Кирова. В основу киноповести «Позови меня в даль светлую», переработанной в сценарий, легли рассказы Шукшина: «Вянет, пропадает», «Владимир Семёнович из мягкой секции», «Космос, нервная система и шмат сала», «Племянник главбуха», «Забуксовал». Уход из жизни Шукшина помешал реализовать проект, его идею переложил друг и коллега Станислав Любшин вместе с режиссёром Германом Лавровым. Фильму предшествовала радиопостановка, которую сделал Любшин.

## Награды
- 1977 — XXVI Международный кинофестиваль Мангейм — Хайдельберг (ФРГ) — Гран При
- 1977 — XXVI Международный кинофестиваль Мангейм — Хайдельберг (ФРГ) — Приз ФИПРЕССИ[1][2]